# Eupithecia hirschkei
Eupithecia hirschkei là một loài bướm đêm trong họ Geometridae.